# Losdorp

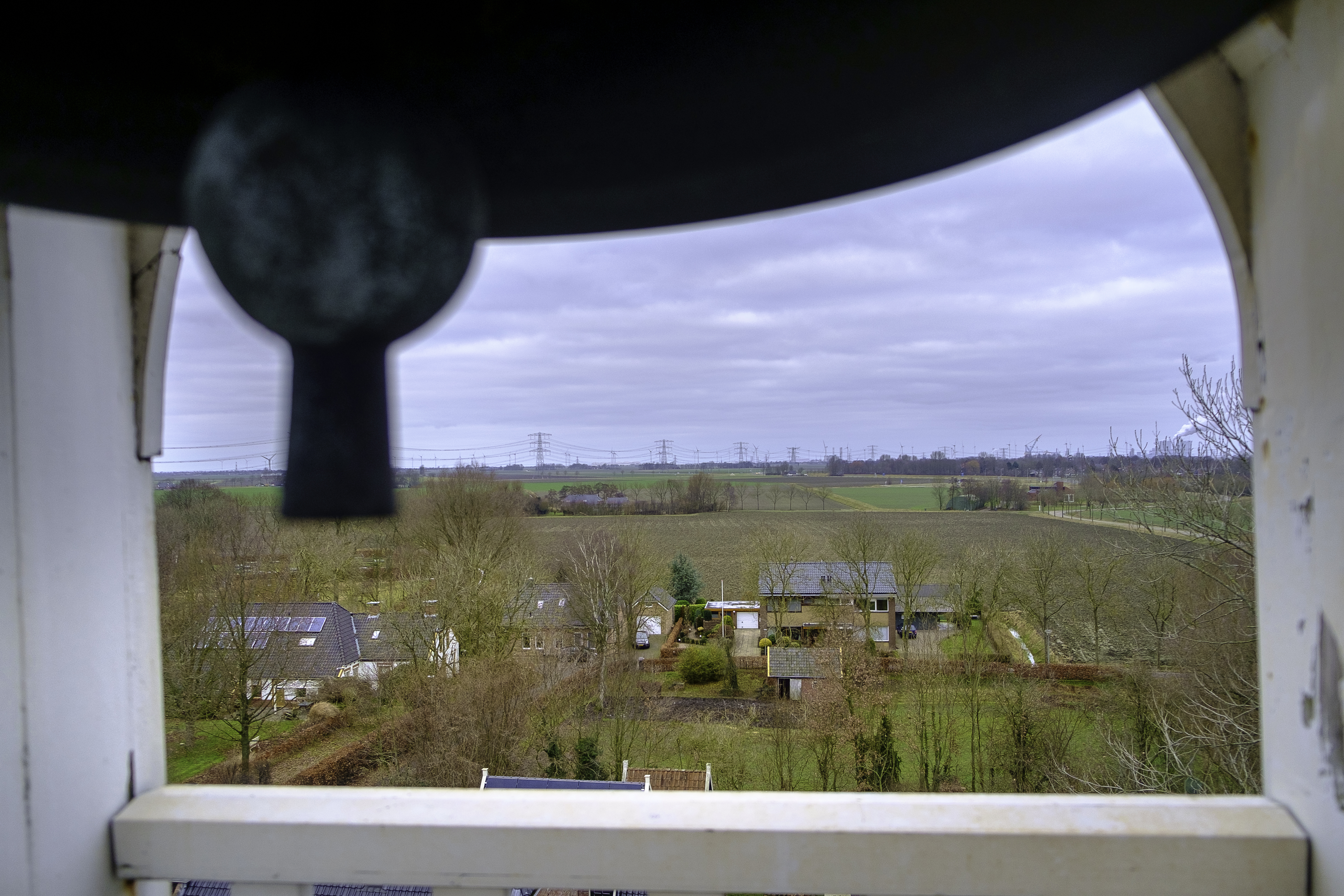
Uitzicht vanuit de toren

Losdorp (Gronings: Lösdörp) is een klein dorp in de gemeente Eemsdelta in de Nederlandse provincie Groningen met een kleine 145 inwoners. Het dorp ligt net boven het Spijkstermaar, vlak bij de N33. Vanaf 1811 behoorde het tot de gemeente Bierum, die in 1990 bij een gemeentelijke herindeling door Delfzijl werd ingelijfd.
Een van de bekendste inwoners was dominee Nicolaas Westendorp (1773-1835), die veel schreef over Losdorp en Groningen en wiens graf zich op de begraafplaats bij de kerk bevindt.

## Geschiedenis
Losdorp is van oorsprong een radiair wierdedorp. Tot 1795 was Losdorp een van de Vierburen, met Bierum, Godlinze en Spijk. Tot de jaren 1850 behield Losdorp zijn radiale wierdestructuur met rondom boerderijen die met de achterkant naar de wierde stonden. Daarna volgde de afgraving van een groot deel van de wierde, waarbij de zwaaikom in het maar (het haventje) werd gebruikt voor de afvoer van de wierdegrond. Op de afgegraven plekken werd niet meer gebouwd en het dorp breidde zich daarop verder uit met lintbebouwing: in zuidoostelijke richting langs de Westendorpweg en in westelijke richting langs de Schafferweg ten zuiden daarvan richting Godlinze. De wierde is in 2003, met grond die vrijkwam bij de aanleg van tunnels in de N33, weer op de oorspronkelijke hoogte gebracht.

## Bevolkingsontwikkeling
| Demografische ontwikkeling tussen 1795 en 2024                      |
| ------------------------------------------------------------------- |
|                                                                     |
| ■ Data afkomstig van volkstellingen.nl ■ Data afkomstig van het CBS |

## Gebouwen

### Kerk en pastorie
De kerk van Losdorp (Johanneskerk) op het oude kerkhof werd in de dertiende eeuw gebouwd op de omgrachte wierde, maar heeft waarschijnlijk een houten voorganger gehad. Van 1775 tot 1776 werd de kerk sterk verbouwd (of beter: herbouwd), zodat het oorspronkelijke uiterlijk niet goed meer te zien is. De door een tussengeleding verbonden westtoren dateert van 1662, werd in 1848 verhoogd en heeft een vroeg-17e-eeuws smeedijzeren torenuurwerk. Het interieur van de kerk is nog volledig uit 1775, op het orgel na, dat in 1830 werd gebouwd door N.A. Lohman.
De markante hervormde pastorie ten zuiden van de kerk aan de Fraeilemaweg werd in 1925 afgebroken en vervangen door een nieuwe pastorie, die later door weer een nieuwe werd vervangen. Tegenover de pastorie staat de oude kosterij uit 1900.

### Molens
Het dorp zou ooit drie molens gehad hebben. Ten noorden van de weg naar het zuidelijker gelegen Holwierde verrees in 1755 ten oosten van de tol een achtkantige stellingmolen (pelmolen), die in 1827 door brand werd verwoest, maar in 1828 werd herbouwd. In 1869 werd de molen verplaatst naar een plek ten noordwesten van Opwierde, alwaar ze in 1921 werd afgebroken. De molenaar kwam daarbij om het leven. Een tweede molen, een roggemolen, stond op de hoek van de Westendorpweg en de Krommeweg, nabij de plek waar nu het transformatorhuisje staat. Deze molen komt reeds voor in 1628 en wordt ook genoemd op een kaart uit 1686. Na een blikseminslag in 1818 moet de molen zijn hersteld of vernieuwd aangezien later wordt gesproken van een korenmolen. Deze kreeg in 1851 een olieslagerij, maar brandde al in 1855 af. Een derde molen zou ten noorden van het Spijkstermaar en ten oosten van de kerk hebben gestaan, maar deze wordt niet in de archieven vermeld.

### Andere gebouwen

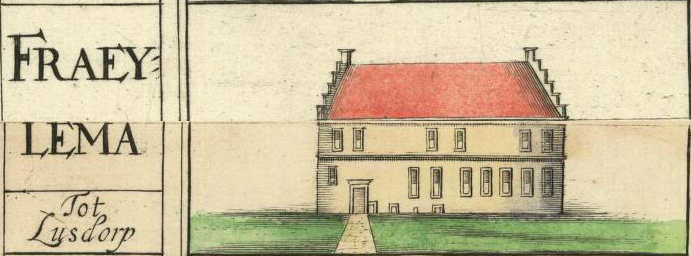
De borg op de kaart van Willem en Frederik Coenders van Helpen (1678)

Ten oosten van de wierde stond vroeger de Fraeylemaborg of Fraylema, die voor het eerst in 1578 wordt genoemd, maar al twee eeuwen later als boerderij wordt genoemd. In de borg woonde begin 17e eeuw Berend Schaffer, die in 1615 de eerste student aan de Rijksuniversiteit Groningen was en later burgemeester van Groningen werd. De boerderij brandde eind 19e eeuw af en werd in 1890 vervangen door de huidige Fraeylemaheerd (schuren en bijschuur dateren volgens gevelstenen uit 1885 en 1888). Elementen uit de vroegere borg zijn ingemetseld in de buitenmuur.
Een ander markant gebouwtje is het transformatorhuisje uit 1915, gelegen op de driesprong tussen de Westendorpweg en de Krommeweg.
Losdorp heeft een christelijk nationale school gehad, die omstreeks 1985 werd gesloten en sindsdien dienstdoet als dorpshuis De Bongerd.

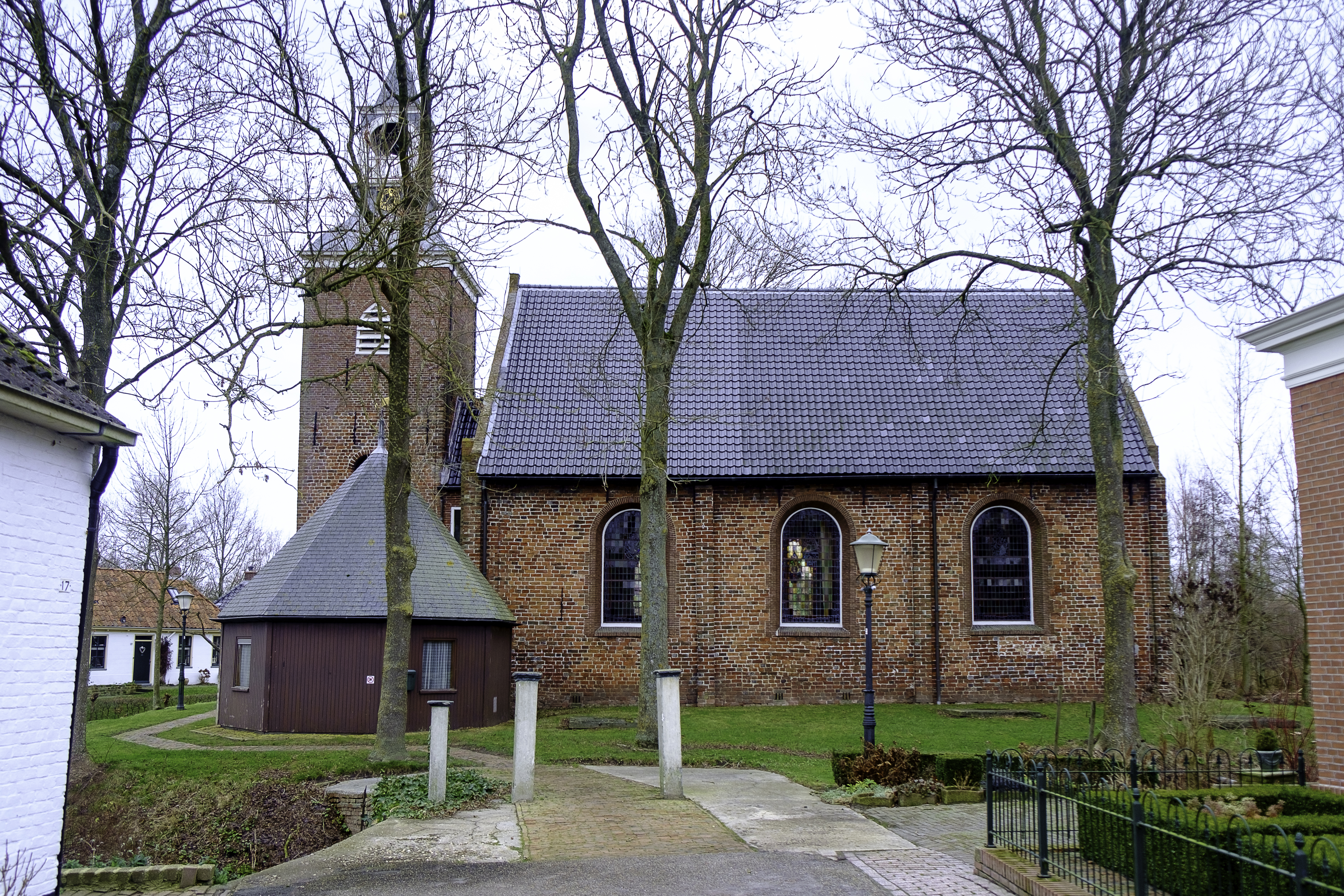
Kerk van Losdorp
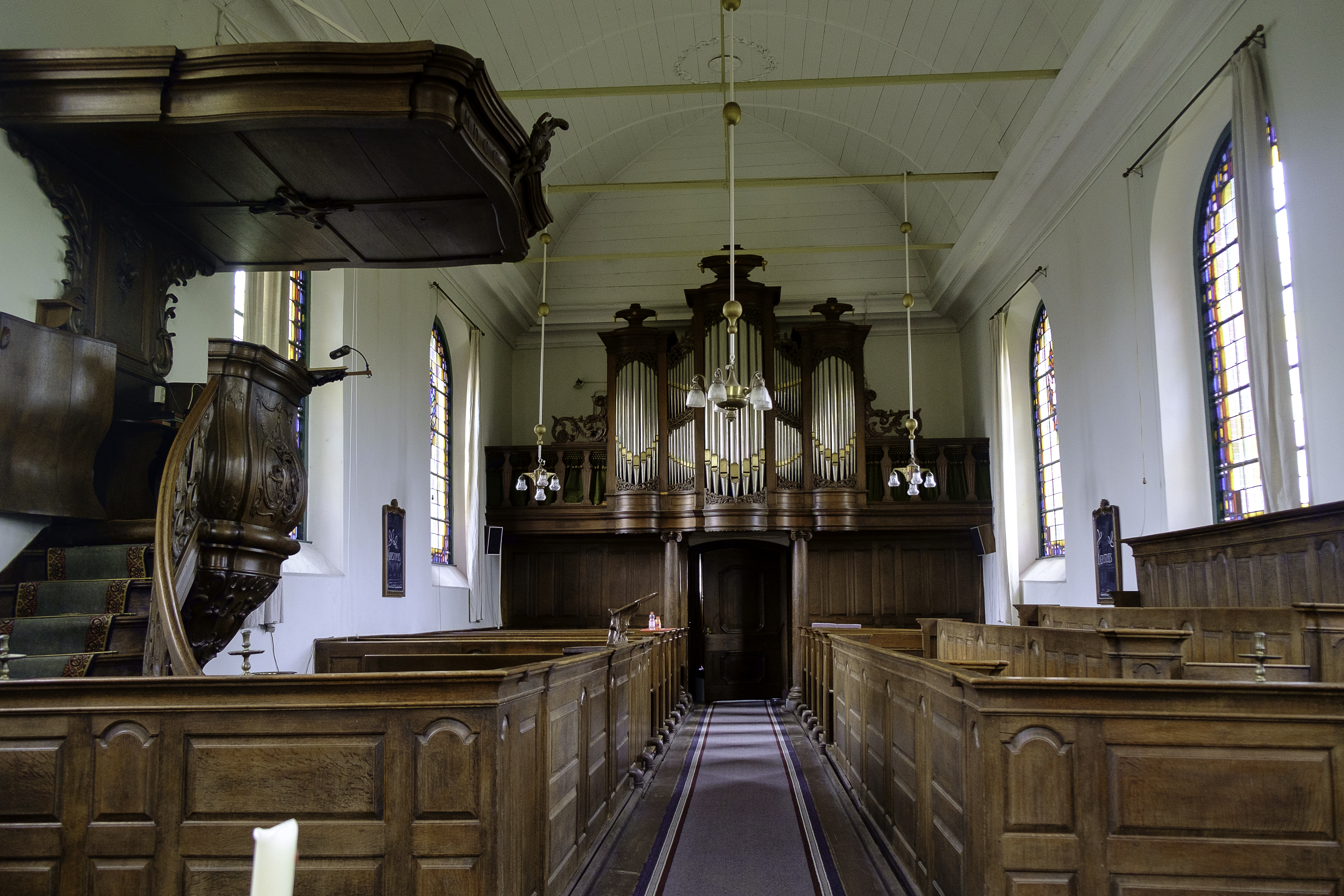
Interieur van de kerk met preekstoel en Lohman-orgel
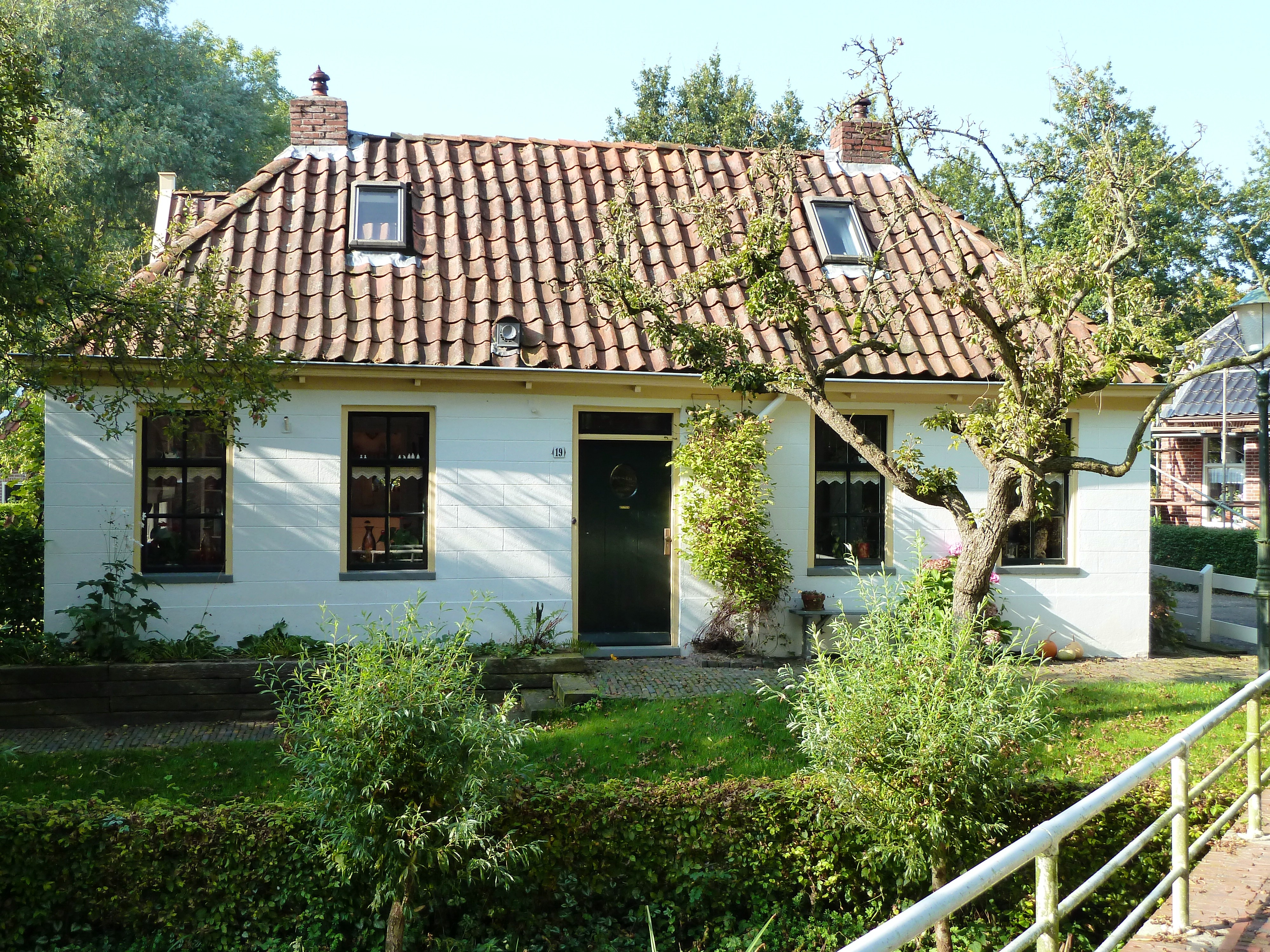
Oud huisje bij de kerk
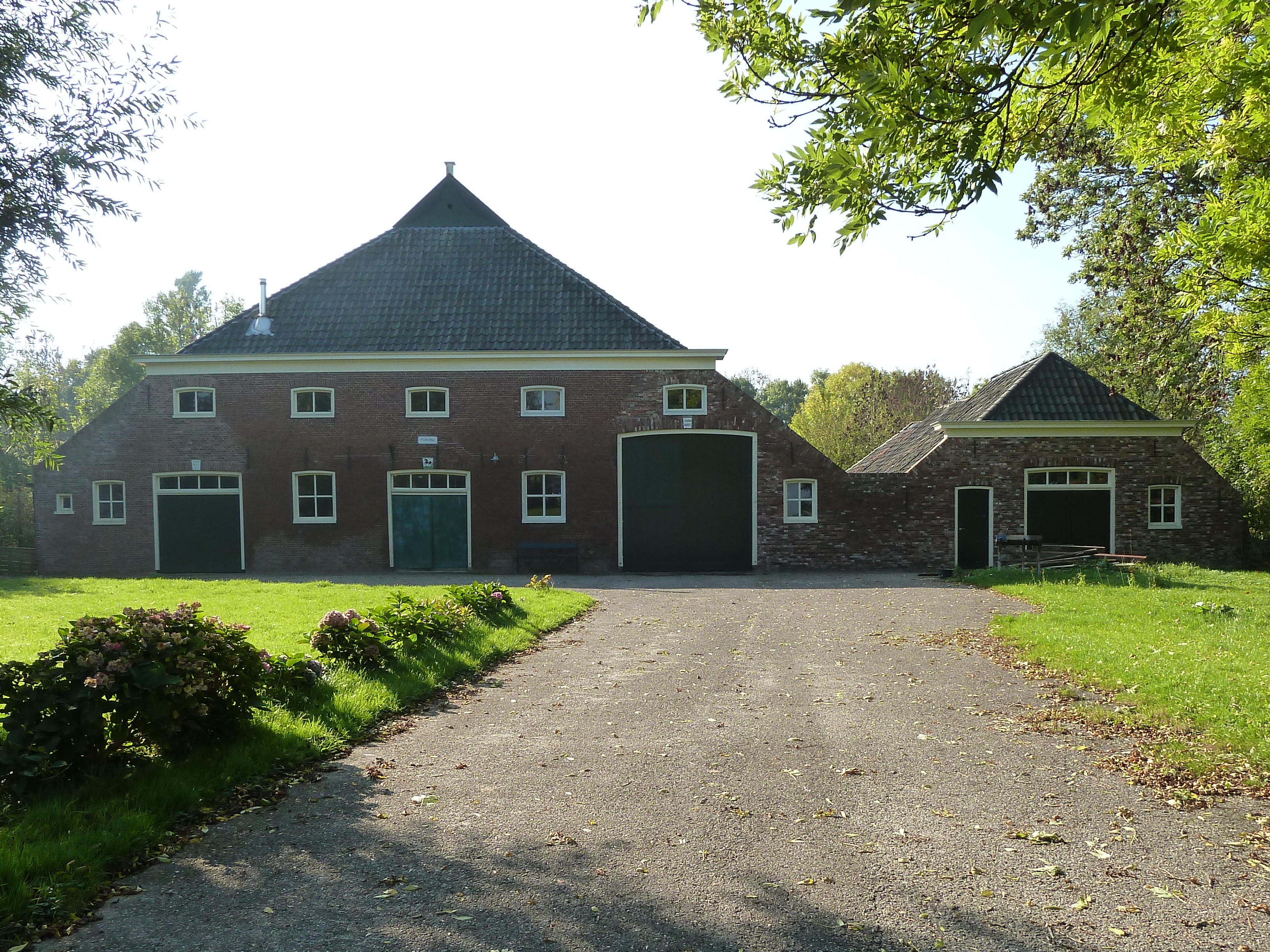
Achterzijde Fraeylemaheerd
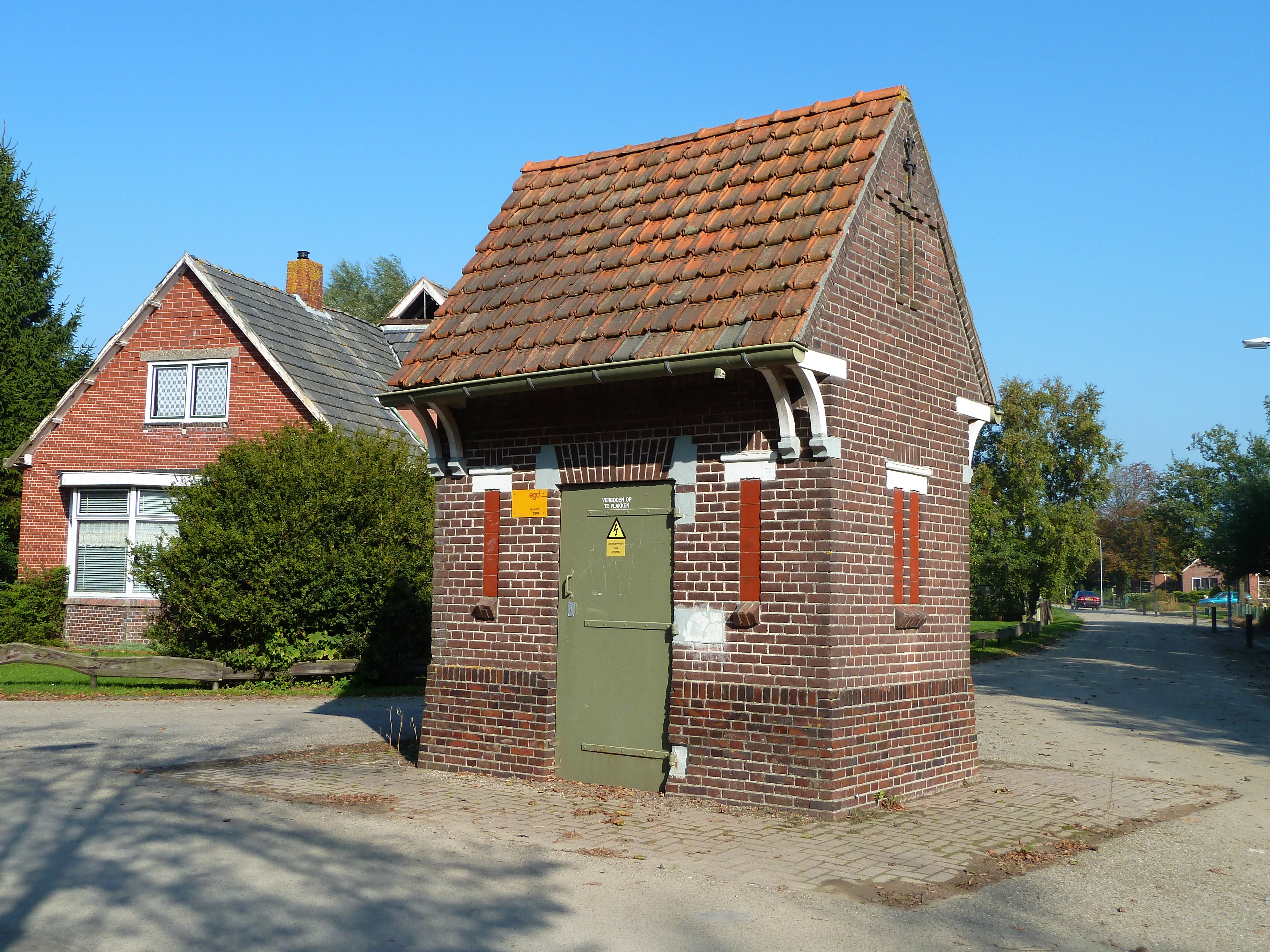
Transformatorhuisje

## Geboren
- B.K. Dertien (1890-1965), architect